# Saurer 2DM
Saurer 2DM — повнопривідна (4х4) вантажівка швейцарської фірми Adolph Saurer AG.

## Опис
Серійне виробництво почалося 1959 року, для швейцарської армії — 1964-го. Ця вантажівка має вантажність у 4,9 тонни, продавалася відразу під двома ринковими іменами — Bern 2VM та Saurer 2dM.
Модель випускалася у наступних модифікаціях:
- бортова машина
- самоскид
- снігоприбиральний плуг
- автоцистерна

Дизайн був підкреслено консервативним, бо передбачалося, що основними покупцями стануть будівельники, комунальні господарства та військові. Модель відрізняється міцністю і надійністю. Через високу ціну попит за межами Швейцарії був невеликим.

## Країни-експлуатанти
- Швейцарія
- Україна